# Karl Ludwig Friedrich Josef von Brandenstein

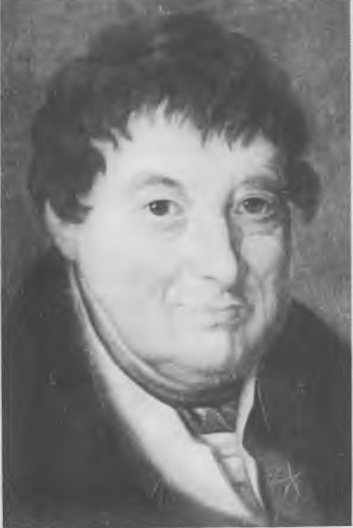
Porträt von Karl Ludwig Friedrich Josef von Brandenstein

Karl Ludwig Friedrich Josef von Brandenstein (* 14. August 1760 in Engelberg in Württemberg; † 13. Juni 1847 in Oldenburg (Oldb)) war Großherzoglich-Oldenburgischer Politiker, zuletzt Vorsitzender im Oldenburgischen Staatsministerium.

## Leben
Brandenstein entstammte dem hessischen Adelsgeschlecht von Brandenstein. Er besuchte das Gymnasium in Stuttgart und studierte von 1776 bis 1781 Jura an den Universitäten Tübingen und Göttingen. Nach einem Praktikum am Reichskammergericht in Wetzlar trat er im Mai 1782 als Kammerjunker in den Hofdienst des Herzogs Friedrich August von Oldenburg, wechselte aber bereits ein Jahr später in die staatliche Verwaltung. Im Juli 1783 wurde er zum Assessor bei der Regierungskanzlei in Oldenburg ernannt und im März 1786 zum Wirklichen Regierungsrat befördert. Ab 1792 amtierte er als Landvogt in Delmenhorst, beendete diese Tätigkeit aber 1811 als das Französische Kaiserreich das Land annektierte. Während dieser Zeit übernahm er auch zwei diplomatische Missionen nach Stockholm (1800) und Den Haag (1807). Brandensteins Tätigkeiten während der Französischen Besetzung sind nicht bekannt, anscheinend arbeitete er weiter im Verwaltungsdienst und veröffentlichte juristische Schriften.
Nach der Rückkehr Peter Friedrich Ludwigs aus dem russischen Exil wurde Brandenstein im Dezember 1813 Mitglied der provisorischen Regierungskommission, die als vorläufige Zentralbehörde für das Herzogtum Oldenburg fungierte. Nach der Behördenreorganisation von 1814/15 wurde ihm am 12. Oktober 1814 die Funktion eines leitenden Ministers im oldenburgischen Kabinettsministerium übertragen, zu dessen Aufgabenbereich vor allem die Außenpolitik zählte. Gleichzeitig wurde er unter der Bezeichnung „Oberlanddrost“ zum Vorstand des Regierungskollegiums und damit auch zum Verwaltungschef des Landesteils Oldenburg bzw. zum Leiter der Regierung, einer von drei Mittelbehörden des Großherzogtums, berufen. Im September 1814 ernannte ihn Peter I. zum kommissarischen Präsidenten des Oberappellationsgerichts Oldenburg, dessen Leitung er bis 1821 innehatte. Als 1821 das Staats- und Kabinettsministerium als oberste Behörde geschaffen wurde, wurde Brandenstein am 23. Juli 1821 zum Geheimen Rat und Staatsminister ernannt und erhielt bei der Geschäftsverteilung das Familien- und das Außenministerium, die Kabinettsexpedition, die Kontrasignation und das Sportelwesen. Daneben blieb er bis 1829 Vorsitzender der Regierung des Landesteils Oldenburg. Der als durchschnittlich begabt und fleißig charakterisierte Brandenstein war trotz seiner Ämterfülle lediglich eine ausführende Hilfskraft Peters I., der selbst regieren wollte und sich vor allem nach 1813 mit fügsamen, das Mittelmaß nicht überragenden, Beamten umgab. Wegen Altersbeschwerden und zunehmender Schwerhörigkeit nahm Brandenstein seit 1833 an den Kabinettssitzungen nicht mehr teil, blieb aber formal bis zum 30. Juni 1842 alleiniger Kabinettsminister und arbeitete weiterhin juristischen Berichte aus. Günther von Berg folgte ihm in diesem Amt. Zu seinem fünfzigjährigen Dienstjubiläum ließ Großherzog August I. am 8. Mai 1832 für ihn eine Gedenkmedaille prägen. Brandenstein starb 1847 in Oldenburg. Er stiftete testamentarisch ein Drittel seines ansehnlichen Vermögens für wohltätige Zwecke, unter anderem für die Einrichtung der „Irrenheilanstalt zu Wehnen“, der heutigen Karl-Jaspers-Klinik.
Der (nicht sehr umfangreiche) Nachlass befindet sich im niedersächsischen Landesarchiv, Abteilung Oldenburg.

## Veröffentlichungen (Auswahl)
- Versuch einer Darstellung der neuen Civilgerichts-Verfassung in dem mit dem französischen Kaiserreiche jetzt vereinigten nördlichen Theile Deutschlands. Bremen. 1812.